# AirSols

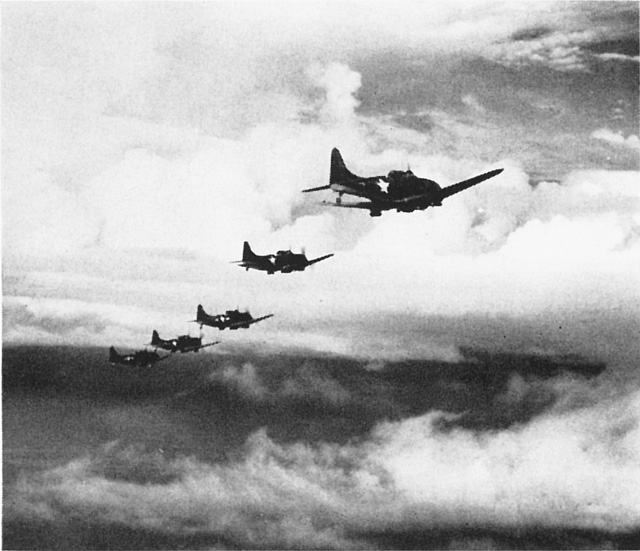
Aeronaves da AirSols em uma missão de bombardeio nas Ilhas Salomão, no início de 1943

AirSols abreviatura de Air Solomons, eram as unidades aéreas dos aliadas na campanha das Ilhas Salomão da II Guerra Mundial, a partir de abril de 1943 a junho de 1944. Suas unidades vieram da Marinha dos Estados Unidos (USN),   Fuzileiros Navais dos EUA (USMC), Força Aérea do Exército dos EUA (USAAF) e da Força Real Aérea da Nova  Zelandia (RNZAF). AirSols substituídas e absorvidas a Força Aérea Cactus de 1942-1943. Sob o Comando Supremo Aliado conhecido nas Áreas do Oceano Pacífico (POA).
Unidades da RNZAF, faziam parte do comando incluído, por vezes, o  n º 14 Squadron RNZAF e n º 15 Squadron RNZAF.
Os aviadores aliados lutaram com a 4ª e 11ª  Frota Aérea do Exército dos Japoneses, com base em Rabaul, Nova Bretanha.
Em 15 de junho de 1944, AirSols foi substituído por AirNorSols (Air North Solomons), que teria 40 esquadrões (incluindo 23 esquadrões USMC).
Nesse mesmo dia, a responsabilidade das unidades aliadas ao oeste de 159 ° de longitude Leste e sul do Equador passou de POA para o Pacífico Sudoeste (SWPA).No entanto, sete esquadrões USAAF em AirNorSols foram transferidos, como parte da Décima Terceira Força Aérea, Força Aérea dos EUA no Extremo Oriente (SWPA) e oito USN e esquadrões RNZAF foram levados para guarnição no Sul do Pacífico.

## Comandantes
- Contra-almirante Marc Mitscher (USN): 1 de Abril de 1943.
- Maj. Gen. Ralph J. Mitchell (USMC): 20 de Novembro 20, 1943.
- Ten. Gen. Hubert R. Harmon (USAAF): 15 de Março de 1944.
- Maj. Gen. Field Harris (USMC): 20 de Abril de 1944.
- Maj. Gen. James T. Moore (USMC): 31 de Maio de 1944.

### livros
- Bergerud, Eric M. (2000). Fire in the Sky: The Air War in the South Pacific. Boulder, CO, USA: Westview Press. ISBN 0-8133-3869-7
- Blackburn, Tom (1989). The Jolly Rogers. New York, NY, USA: Orion Books. ISBN 0-5175-7075-0
- Boyington, Gregory "Pappy". Baa Baa Black Sheep. 1958 (reissue 1977). New York: Bantam Books. ISBN 0-553-26350-1
- Gamble, Bruce (2000). Black Sheep One : The Life of Gregory "Pappy" Boyington. New York: Ballantine Books. ISBN 0-89141-801-6
- Griffith, Brig. Gen. Samuel B (USMC) (1974). «Part 96: Battle For the Solomons». History of the Second Wold War. Hicksville, NY, USA: BPC Publishing
- McGee, William L. (2002). The Solomons Campaigns, 1942-1943: From Guadalcanal to Bougainville--Pacific War Turning Point, Volume 2 (Amphibious Operations in the South Pacific in WWII). [S.l.]: BMC Publications. ISBN 0-9701678-7-3
- Morison, Samuel Eliot (1958). Breaking the Bismarcks Barrier, vol. 6 of History of United States Naval Operations in World War II. [S.l.]: Castle Books. ISBN 0-7858130-7-1
- Sakaida, Henry (1996). The Siege of Rabaul. St. Paul, MN, USA: Phalanx. ISBN 1-883809-09-6
- Sherrod, Robert (1952). History of Marine Corps Aviation in World War II. Washington, D.C.: Combat Forces Press

### Web
- Craven, Wesley Frank; James Lea Cate. «Vol. IV, The Pacific: Guadalcanal to Saipan, August 1942 to July 1944». The Army Air Forces in World War II. U.S. Office of Air Force History
- Mersky, Peter B. (1993). «Time of the Aces: Marine Pilots in the Solomons, 1942-1944». Marines in World War II Commemorative Series. History and Museums Division, Headquarters, U.S. Marine Corps Account of U.S. Marine involvement in air war over Solomon Islands and Rabaul.
- Miller, John, Jr. «CARTWHEEL: The Reduction of Rabaul». United States Army in World War II:  The War in the Pacific. Office of the Chief of Military History, U.S. Department of the Army. 418 páginas
- Shaw, Henry I.; Douglas T. Kane. «Volume II:  Isolation of Rabaul». History of U.S. Marine Corps Operations in World War II
- «Title: THE ASSAULT ON RABAUL. Operations by the Royal New Zealand Air Force December 1943 — May 1944»
- Air War Against Japan, 1943–1945 (RAAF)
- The Pacific